# Liste der Monuments historiques in Île-de-Batz
Die Liste der Monuments historiques in Île-de-Batz führt die Monuments historiques in der französischen Gemeinde Île-de-Batz auf.

## Liste der Bauwerke
| Bezeichnung                | Beschreibung | Standort | Kennzeichnung | Schutzstatus | Datum | Bild           |
| -------------------------- | ------------ | -------- | ------------- | ------------ | ----- | -------------- |
| Ruine der Kapelle Ste-Anne |              | (Lage)   | PA00090010    | Classé       | 1980  | weitere Bilder |
| Leuchtturm                 |              | (Lage)   | PA29000092    | Classé       | 2017  | weitere Bilder |

## Liste der Objekte
- Monuments historiques (Objekte) in Île-de-Batz in der Base Palissy des französischen Kultusministeriums